# 高山杓兰
高山杓兰（学名：Cypripedium himalaicum）为兰科杓兰属下的一个种。

## 扩展阅读
- 维基共享资源上的相關多媒體資源：高山杓兰
- 維基物種上的相關：高山杓兰